# Список губернаторов Миланского герцогства
Губернатор Милана управлял Миланским герцогством в качестве представителя монарха Испании (1535—1706 гг.) и Австрии (1706—1796, 1799—1800 гг.).
Первый губернатор Милана был назначен после смерти Франческо II Сфорцы, последнего миланского герцога.

## Испанское правление
- 1535—1536: генерал Антонио де Лейва, герцог Новых Земель
- 1536—1538: кардинал Марино Караччиоло
- 1538—1546: генерал Альфонсо д’Авалос
- 1546—1555: Ферранте Гонзага
- 1555—1556: Фернандо Альварес де Толедо
- 1556—1557: Кристофоро Мадруццо
- 1558—1560: Гонсало Фернандес де Кордова и Фернандес де Кордова (первый срок)
- 1560—1563: Франческо Фердинандо д'Авалос
- 1563—1564: Гонсало Фернандес де Кордова и Фернандес де Кордова (второй срок)
- 1564—1571: Габриэль де ла Куэва и Хирон
- 1571—1572: Альваро де Санде
- 1572—1573: Луис де Суньига-и-Рекесенс
- 1573—1580: Антонио де Гусман
- 1580—1583: Санко де Гевара-и-Падилья
- 1583—1592: Карло д'Арагона Тальявия
- 1592—1595: Хуан Фернандес де Веласко (первый срок)
- 1595—1595: Дон Педро де Падилья
- 1595—1600: Хуан Фернандес де Веласко (второй срок)
- 1600—1610: Педро Энрике де Ачеведо
- 1610—1612: Хуан Фернандес де Веласко (второй срок)
- 1612—1616: Хуан де Мендоса
- 1616—1618: Педро Альварес де Толедо Осорио
- 1618—1625: Гомес Суарес де Фигероа (первый срок)
- 1625—1629: Гонсало Фернандес де Кордова-и-Кардона
- 1629—1630: Амброзио Спинола
- 1630—1631: Альваро де Базан
- 1631—1633: Гомес Суарес де Фигероа (второй срок)
- 1633—1634: Фердинанд Австрийский
- 1634—1635: кардинал Хиль де Альборнос
- 1635—1636: Диего Фелипес де Гусман (первый срок)
- 1636—1636: Фернандо Афан де Рибера-и-Тельес-Хирон
- 1636—1641: Диего Фелипес де Гусман (второй срок)
- 1641—1643: Хуан де Веласко
- 1643—1646: Антонио Санчо Давила де Толедо-и-Колонна
- 1646—1648: Бернардино Фернандес де Веласко
- 1648—1656: Луис де Бенавидес Каррильо
- 1656—1656: кардинал Джанджакомо Теодоро Тривульцио
- 1656—1660: Альфонсо Перес де Виверо
- 1660—1662: Франческо Гаэтани
- 1662—1668: Луис де Гусман Понке де Леон
- 1668—1668: Паоло Спинола (первый срок)
- 1668—1668: Франсиско де Ороско
- 1669—1670: Паоло Спинола (второй срок)
- 1670—1674: Гаспар Тельес-Хирон
- 1674—1678: принц Клод-Ламораль I де Линь
- 1678—1686: Хуан Томас Энрикес де Кабрера и Альварес де Толедо
- 1686—1691: Антонио Лопес де Аяла Веласко-и-Карденьяс
- 1691—1698: Диего Фелипес де Гусман
- 1698—1706: Карл Генрих Лотарингский

26 сентября 1706 года Милан был взят австрийской армией в ходе Войны за испанское наследство. Владычество Австрии над Миланом было подтверждено Утрехтским мирным договором.

## Австрийское правление
- 1706—1716: принц Евгений Савойский
- 1717—1719: князь Максимилиан Карл Лёвенштейн-Вертгеймский
- 1719—1725: граф Джироламо Коллоредо
- 1725—1734: граф Вирих Филипп фон Даун
- 1734—1736: сардинская оккупация
- 1736—1743: Отто Фердинанд фон Абенсберг унд Траун
- 1743—1745: князь Иоганн Георг Кристиан фон Лобковиц
- 1745—1746: испанская оккупация
- 1745—1747: граф Джан Лука Паллавичино
- 1747—1750: граф Фердинанд Бонавентура фон Гаррах
- 1750—1754: граф Джан Лука Паллавичино, 2-й раз
- 1754—1771: Франческо III д’Эсте (администратор)
  - 1754—1765: Петер Леопольд (титулярный)
  - 1765—1771: Фердинанд Австрийский (титулярный)
- 1771—1796: Фердинанд Австрийский

## Австрийские правители во время Наполеоновских войн
- 1799—1800: граф Луиджи Кокастелли

## Австрийские вице-королиЛомбардо-Венецианского королевства
- 1814—1815: князь Генрих XV Рейсс-Плауэн
- 1815—1816: Генрих Йозеф Иоганн фон Беллегард
- 1816—1818: эрцгерцог Антон Виктор Габсбург-Лотарингский
- 1818—1848: эрцгерцог Райнер Иосиф Габсбург-Лотарингский
- 1848—1857: Йозеф Радецкий
- 1857—1859:  Фердинанд Максимилиан Иосиф фон Габсбург